# セドリック・シェヴァルメ
セドリック・シェヴァルメ（フランス語: Cédric Chevalme）は、フランスの俳優。

## 出演作品
- アラン・ドロンの刑事フランク・リーヴァ
- ブロセリアンドの魔物（ジル）
- アラン・ドロンの 刑事物語（ティエリ・ペロール）
- LUCY/ルーシー（警官ダニエル）

### フランス語版音声
- スノーデン (映画) （トレバー・ジェイムズ）
- アレキサンダー (映画)（アレキサンダー ）